# Johan Eurén
Johan Magnus Eurén (Sävedalen, 18 de mayo de 1985) es un deportista sueco que compite en lucha grecorromana.
Participó en dos Juegos Olímpicos de Verano, obteniendo una medalla de bronce en Londres 2012, en la categoría de 120 kg, y el octavo lugar en Río de Janeiro 2016.
Ha ganado una medalla de bronce en el Campeonato Mundial de Lucha de 2013 y tres medallas de bronce en el Campeonato Europeo de Lucha entre los años 2010 y 2016.

## Palmarés internacional
| Juegos Olímpicos   | Juegos Olímpicos      | Juegos Olímpicos  | Juegos Olímpicos |
| Año                | Lugar                 | Medalla           | Categoría        |
| ------------------ | --------------------- | ----------------- | ---------------- |
| 2012               | Londres (Reino Unido) | Medalla de bronce | 120 kg           |
| Campeonato Mundial |                       |                   |                  |
| Año                | Lugar                 | Medalla           | Categoría        |
| 2013               | Budapest (Hungría)    | Medalla de bronce | 120 kg           |
| Campeonato Europeo |                       |                   |                  |
| Año                | Lugar                 | Medalla           | Categoría        |
| 2010               | Bakú (Azerbaiyán)     | Medalla de bronce | 120 kg           |
| 2014               | Vantaa (Finlandia)    | Medalla de bronce | 130 kg           |
| 2016               | Riga (Letonia)        | Medalla de bronce | 130 kg           |